# Когда цветёт белая сирень
«Когда цветёт белая сирень» (нем. Wenn der weiße Flieder wieder blüht) — немецкий развлекательный художественный фильм 1953 года. Считается в Германии одной из наиболее известных и популярных кинолент 1950-х годов. В фильме с незамысловатым сюжетом и роскошными декорациями, собравшем звёздный состав, сыграли свои первые роли представители актёрских династий Роми Шнайдер и Гёц Георге.

## Сюжет
Хроническая нехватка денег расстраивает семейную жизнь висбаденского ресторанного певца и студента консерватории Вилли Форстера и швеи Терезы. После громкой ссоры Вилли сбегает от жены, не зная, что та находится в положении. Дочь Эфхен появляется на свет без отца и воспитывается матерью. Терезе оказывает поддержку друг её бывшего мужа Петер.
Спустя пятнадцать лет Вилли, который к этому времени превратился во всемирно известного певца Билла Перри, гастролирует по Европе и приезжает в Висбаден. Первым делом он встретился с Терезой, которая утаила от него, что у них есть общая дочь. Эфхен, большой поклоннице творчества Билла Перри, удаётся познакомиться со своим кумиром, так в конечном итоге Вилли случайно узнает, что это его дочь.
Визит Вилли даёт неожиданный для всех результат. Тереза и Петер осознают, что они уже давно стали парой, а Вилли замечает, что счастье его жизни состояло не в том, чтобы вновь увидеть Терезу, а скорее в гармоничной совместной жизни с его давней знакомой и менеджером Эллен.

## В ролях
- Вилли Фрич — Вилли Форстер
- Магда Шнайдер — Тереза Форстер
- Роми Шнайдер — Эфхен Форстер
- Герта Файлер — Эллен
- Пауль Клингер — Петер Шрёдер
- Альберт Флорат — профессор Муцбауэр
- Труде Вильке-Росвог — госпожа Мёслайн
- Гёц Георге — Клаус
- Нина фон Порембски — Барбара
- Эрика Блок — Лизелотта
- Эрна Хафнер — госпожа Кюн
- Лизелотта Кёстер — танцовщица
- Йокель Шталь — танцор